# Gravitationswellendetektor
Ein Gravitationswellendetektor (auch Gravitationswellen-Observatorium) ist ein experimenteller Aufbau, mit dem geringe Störungen der Raumzeit (Gravitationswellen) gemessen werden, welche von Albert Einsteins allgemeiner Relativitätstheorie vorhergesagt wurden.
Am 11. Februar 2016 gab das LIGO-Observatorium bekannt, im September 2015 erstmals Gravitationswellen von zwei kollidierenden Schwarzen Löchern direkt gemessen und damit nachgewiesen zu haben.
„Für entscheidende Beiträge zum LIGO-Detektor und der Beobachtung von Gravitationswellen“ wurden 2017 die Wissenschaftler Rainer Weiss (USA, 50 %), Barry C. Barish und Kip S. Thorne (USA, je 25 %) mit dem Nobelpreis für Physik geehrt. Bei der Signalverarbeitung von Gravitationswellendetektoren werden häufig Optimalfilter eingesetzt.

## Größenverhältnisse
Der lokale Nachweis von Gravitationswellen wird durch den außerordentlich kleinen Effekt der Wellen auf den Detektor erschwert. Die Amplitude einer Gravitationswelle ist umgekehrt proportional zur Entfernung von der Quelle. Dadurch klingen sogar Wellen von Extremsystemen wie zwei verschmelzenden Schwarzen Löchern auf dem Weg zur Erde zu einer kleinen Amplitude ab. Astrophysiker erwarten, dass einige der Wellen eine relative Längenänderung von etwa h ≈ 10−20 haben, aber normalerweise nicht größer.

## Resonanzdetektor
Ein einfaches Gerät zum Nachweis von Wellenbewegungen ist der Resonanzdetektor: eine große, feste Metallstange, die gegen äußere Erschütterungen isoliert ist. Dieser Instrumententyp war die erste Art von Gravitationswellendetektoren. Der Pionier dieser Entwicklung war Joseph Weber. Verformungen des Raumes, die von einer Gravitationswelle herrühren, regen die Resonanzfrequenz der Stange an und können dadurch über die Nachweisgrenze verstärkt werden. Es ist auch vorstellbar, dass eine nahegelegene Supernova stark genug ist, um ohne die Resonanzverstärkung gesehen zu werden. Resonanzdetektoren können nur extrem starke Gravitationswellen nachweisen.
Moderne Formen von Resonanzdetektoren werden inzwischen mit Kryotechnik gekühlt und durch SQUID-Sensoren ausgelesen.
MiniGRAIL ist eine kugelförmige Gravitationswellen-Antenne, die dieses Prinzip nutzt. Sie befindet sich an der Universität Leiden und besteht aus einer 1150 kg schweren, präzise hergestellten Kugel, die kryotechnisch auf 20 mK abgekühlt wurde. Die Kugelform ergibt gleiche Empfindlichkeit in alle Richtungen und ist experimentell etwas einfacher als die größeren linearen Geräte, die ein Hochvakuum benötigen. Der Nachweis erfolgt durch die Messung der Multipolmomente. MiniGRAIL ist im 2-bis-4-kHz-Bereich sehr empfindlich und damit für den Nachweis der Gravitationswellen geeignet, die von rotierenden Neutronensternen ausgehen oder beim Verschmelzen von kleinen Schwarzen Löchern entstehen.
Bislang konnte mit Resonanzdetektoren kein Gravitationswellen-Ereignis nachgewiesen werden.

## Interferometrischer Detektor

Schematisches Diagram eines Laser-Interferometers.

Ein empfindlicherer Detektor verwendet Laser-Interferometrie, um die Bewegung von „freien“ Massen zu messen, die durch Gravitationswellen ausgelöst wurden. Das erlaubt einen großen Abstand der Massen. Um die von den Massen bei der ausgelösten Bewegung zurückgelegte Strecke zu messen, wird die Konstanz der Lichtgeschwindigkeit in Vakuum ausgenutzt. Das Licht läuft durchgängig in einer Vakuumröhre.  Die zwei Arme des Detektors stehen in rechtem Winkel zueinander. Ein weiterer Vorteil ist die Empfindlichkeit in einem großen Frequenzbereich (nicht nur in der Nähe der Resonanzfrequenz wie im Fall des Resonanzdetektors).
Mittlerweile sind bodengestützte Interferometer in Betrieb. Gegenwärtig ist das empfindlichste LIGO – das Laser-Interferometer-Gravitationsobservatorium. LIGO hat drei Detektoren: Einer befindet sich in Livingston (Louisiana), die anderen beiden (in derselben Vakuumröhre) in Hanford Site in Richland (Washington). Jeder besteht aus zwei Fabry-Pérot-Interferometern, die früher zwei, heute vier Kilometer lang sind. Da eine Gravitationswelle eine Transversalwelle ist, streckt und staucht sie den Raum geringfügig, wenn sie ihn durchläuft. Somit ergibt die gleichzeitige Betrachtung der Längenänderung der beiden Arme unterschiedliche Vorzeichen. Die Richtung, aus der die Welle kam, kann durch Lateration eingegrenzt werden.
Selbst mit solchen langen Armen ändern die stärksten Gravitationswellen den Abstand zwischen den Enden der Arme höchstens um ca. 10−18 Meter. LIGO sollte in der Lage sein, kleine Gravitationswellen von h ≈ 5 · 10−22 zu messen. Verbesserungen an LIGO und anderen Detektoren wie z. B. Virgo, GEO600 und TAMA 300 sollten die Empfindlichkeit weiter erhöhen. Die nächste Generation (Advanced LIGO, Advanced Virgo und KAGRA) sollte zehn Mal so empfindlich sein. Ein wichtiger Punkt ist, dass die Steigerung der Empfindlichkeit um den Faktor zehn das Volumen des beobachtbaren Raums um den Faktor 1000 erhöht. Damit erhöht sich die Rate der nachweisbaren Signale von einem innerhalb von Jahrzehnten auf Dutzende pro Jahr.
Interferometrische Detektoren werden bei hohen Frequenzen durch Schrotrauschen begrenzt, das dadurch entsteht, dass Laser Photonen auch zufällig ausstrahlen. Das führt zu Rauschen am Ausgangssignal des Detektors. Zusätzlich wird bei genügend starker Laserstrahlung ein zufälliger Impuls durch die Photonen auf die Testmassen übertragen. Dadurch werden niedrige Frequenzen überdeckt. Schließlich hat die Detektion selbst Rauschen analog zum Schrotrauschen der Quelle. Thermisches Rauschen (z. B. Brownsche Bewegung) ist eine andere Begrenzung der Empfindlichkeit. Darüber hinaus sind alle bodengestützten Detektoren durch seismisches Rauschen und andere umweltbedingte Vibrationen bei niedrigen Frequenzen begrenzt. Dazu gehören das Knarren von mechanischen Strukturen, Blitzschlag oder andere elektrische Störungen, die Rauschen erzeugen und die ein Ereignis überdecken oder vortäuschen. Alle diese Faktoren müssen bei der Analyse berücksichtigt und ausgeschlossen werden, bevor ein Ereignis als Gravitationswellennachweis betrachtet werden kann.
Weltraumgestützte Interferometer wie die Laser Interferometer Space Antenna (LISA) und DECIGO befinden sich in der Entwicklung. LISA soll aus drei Testmassen bestehen, die ein gleichseitiges Dreieck bilden. Mit Lasern zwischen je zwei Raumsonden werden zwei unabhängige Interferometer gebildet. Der Detektor soll der Erde in ihrem solaren Orbit folgen. Jeder Arm des Dreiecks soll fünf Millionen Kilometer Kantenlänge haben. Damit befindet sich der Detektor weit von Rauschquellen auf der Erde entfernt. Er ist jedoch noch empfänglich für Schrotrauschen sowie Artefakte, die durch kosmische Strahlung und Sonnenwind verursacht werden.

## Hochfrequenz-Detektoren
Es gibt derzeit zwei Detektoren, die sich auf den Nachweis von hochfrequenten Gravitationswellen von 0,1 bis 10 MHz konzentrieren: Einer an der University of Birmingham, England, und der andere am Istituto Nazionale di Fisica Nucleare Genua, Italien. Ein dritter wird an der Chongqing-Universität, China, entwickelt.
Der englische Detektor misst die Änderung des Polarisationszustandes eines Mikrowellen-Strahls, der in einer geschlossenen Schleife von etwa einem Meter kreist. Es wurden zwei Ringe gebaut und es wird erwartet, dass sie empfänglich für Raumzeitverzerrungen mit einer spektralen Leistungsdichte von {\displaystyle h\sim {2\cdot 10^{-13}/{\sqrt {\mathrm {Hz} }}}} sind. Der INFN-Detektor in Genua ist eine Resonanzantenne, die aus zwei gekoppelten kugelförmigen Supraleitern mit wenigen Zentimetern Durchmessern besteht. Die Resonatoren sollen, wenn sie entkoppelt sind, fast die gleiche Resonanzfrequenz haben. Das System soll eine Empfindlichkeit für Raumzeitverzerrungen mit einer spektralen Leistungsdichte von {\displaystyle h\sim {2\cdot 10^{-20}/{\sqrt {\mathrm {Hz} }}}} haben. Der chinesische Detektor soll in der Lage sein, hochfrequente Gravitationswellen mit den vorhergesagten typischen Parametern fg ~ 10 GHz und h ~ 10−30 bis 10−31 nachzuweisen.

## Pulsar-Timing-Methode

Die Pulsare P1 … Pn senden periodisch Signale. Eine durchlaufende Gravitationswelle verändert den Abstand Erde (E) – Pulsar und damit während der Veränderung den Abstand der Pulse. Durch Erfassung dieser Änderungen mehrerer Pulsare kann nach Herausrechnen anderer Effekte eine Gravitationswelle erkannt werden.

Ein anderer Ansatz zum Nachweis von Gravitationswellen wird von Pulsar-Timing-Arrays wie zum Beispiel dem Europäischen Pulsar-Timing-Array (EPTA), dem North American Nanohertz Observatory for Gravitational Waves und dem Parkes Pulsar Timing Array benutzt. Der Zweck dieser Projekte ist der Nachweis von Gravitationswellen durch Beobachtung der Signale von 20 bis 50 wohlbekannten Millisekunden-Pulsaren. Während die Gravitationswelle die Erde passiert, zieht sich der Raum in einer Richtung zusammen und dehnt sich in die andere. Die Ankunftszeiten der Pulsarsignale werden dadurch entsprechend verschoben. Durch Beobachtung einer festen Menge von über den Himmel verteilten Pulsaren wurden 2023 Hinweise auf Gravitationswellen im Nanohertzbereich publiziert. Es wird erwartet, dass sich bis 2025 durch Kombination der Ergebnisse verschiedener Forschungsvorhaben die Signifikanz auf {\displaystyle 5\sigma } erhöht und dann von einer Entdeckung gesprochen werden kann.
Vergleichbare Ergebnisse wurden von North American Nanohertz Observatory for Gravitational Waves ebenfalls im Juni 2023 veröffentlicht.
Ein solches Signal könnte seinen Ursprung in einer Reihe physikalischer Prozesse haben, wie spiralisierende supermassive Schwarzen Löcher (SMBHBs); Inflation, Phasenübergänge, kosmische Strings und Tensormodenerzeugung durch nichtlineare Entwicklung skalarer Störungen im frühen Universum sowie Schwankungen des galaktischen Potenzials in Gegenwart ultraleichter dunkler Materie (ULDM). In der aktuellen Entwicklungsphase ist es nicht möglich, zwischen den verschiedenen Ursprüngen zu unterscheiden.

## Einstein@Home
Die am einfachsten nachweisbaren Signale sollten von konstanten Quellen stammen. Supernovae und Verschmelzungen von Neutronensternen und Schwarzen Löchern sollten größere Amplituden haben und interessanter sein. Die erzeugten Wellen sind aber komplizierter. Die Wellen eines rotierenden, deformierten Neutronensterns wären „monochromatisch“ wie ein Sinuston in der Akustik. Das Signal würde sich in der Amplitude oder Frequenz kaum ändern.
Einstein@home ist ein Projekt für Verteiltes Rechnen mit dem Zweck, diese einfachen Gravitationswellen nachzuweisen. Daten von LIGO und GEO600 werden in kleine Pakete zerlegt und an tausende Computer von Freiwilligen verteilt, welche die Analyse vornehmen. Einstein@Home kann die Daten sehr viel schneller sieben als anders möglich.

## Liste von Gravitationswellendetektoren
- Cryogenic Laser Interferometer Observatory (CLIO)
- GEO600
- KAGRA
- LIGO
- Laser Interferometer Space Antenna (LISA)
- MiniGrail
- TAMA 300
- Virgo (Gravitationswellendetektor)
- Einstein-Teleskop